# إدفيناس شيشكوس
إدفيناس شيشكوس مواليد 10 مارس 1995 في بريناي، ليتوانيا، هو لاعب كرة سلة ليتواني. بدأ مسيرته الاحترافية في سنة 2008. يلعب في الدوري الإستوني الممتاز لكرة السلة. يحمل الرقم 7. يبلغ طوله 6 قدم 5 بوصة (2.0 م). لعب مع نادي ساكالي لكرة السلة وليتوفوس رايتس في الدوري الليتواني.